# Isabel Moreira
Isabel de Lima Mayer Alves Moreira (Rio de Janeiro, 2 de abril de 1976) é uma jurista, académica e política portuguesa. Atualmente, desempenha as funções de Deputada à Assembleia da República e faz parte do Secretariado nacional do Partido Socialista.

## Biografia
Nasceu no Rio de Janeiro, a 2 de abril de 1976, durante o exílio da sua família no Brasil, na sequência do afastamento do pai, Adriano Moreira, da vida política após o 25 de Abril. O ex-ministro do Ultramar do Estado Novo foi, como muitos membros do antigo regime, saneado durante o período revolucionário, tendo-se radicado temporariamente no Brasil.
É a quarta de seis filhos, sendo filha de Adriano José Alves Moreira e de sua mulher Isabel Mónica Maia de Lima Mayer, cujo avô paterno tinha ascendência judaica asquenaze e sefardita e cuja avó paterna era de origem irlandesa e prima-tia em segundo grau de Fernando Ulrich. Casou em Sintra, a 23 de agosto de 1997, com Tiago de Ayala Martins Barata, do qual se divorciou, sem geração.
Foi eleita Deputada da Assembleia da República pelo Partido Socialista em 2011, na XII Legislatura (2011-2015), tendo sido reeleita para a XIII (2015-2019), XIV (2019-2022) e XV (2022-2024) Legislaturas, fazendo parte de várias comissões parlamentares, designadamente a Comissão de Assuntos Constitucionais, Direitos, Liberdades e Garantias, de cuja Subcomissão para a Igualdade e Não-Discriminação é presidente desde 2022. 
Entre outubro de 2014 e junho de 2015, foi comentadora do programa Barca do Inferno, da RTP Informação.
Isabel Moreira é também uma ativista pelos direitos humanos, em especial dos direitos das pessoas LGBT.
Em 2018, esteve envolvida numa polémica após ter sido fotografada a pintar as unhas durante uma sessão na Assembleia da República que debatia o Orçamento do Estado para 2019.
Tem tomado posições políticas marcadamente imigracionistas e inclusivistas, apresentando um discurso de ataque à ciganofobia e à islamofobia, com críticas frequentes a narrativas que, no seu entender, promovem a exclusão ou a generalização negativa de comunidades minoritárias.

## Prémios e Reconhecimentos
- 2009 - Prémio Arco-Íris atribuído pela participação na equipa SIM, juntamente com Miguel Vale de Almeida, do programa Prós e Contras sobre casamento entre pessoas do mesmo sexo;[6]
- 2013 - Prémio Arco-Íris atribuído aos Deputadas/os que votaram a favor do projeto de coadoção em casais do mesmo sexo, representadas/os pelas/os promotoras/es do projeto, Isabel Moreira e Pedro Delgado Alves)